# Варедо
Варедо (итал. Varedo) је насеље у Италији у округу Монца и Бријанца, региону Ломбардија.
Према процени из 2011. у насељу је живело 12750 становника. Насеље се налази на надморској висини од 183 м.

## Становништво
| 1931. | 1936. | 1951. | 1961. | 1971.  | 1981.  | 1991.  | 2001.  | 2011.  |
| ----- | ----- | ----- | ----- | ------ | ------ | ------ | ------ | ------ |
| 3.717 | 3.925 | 5.447 | 8.623 | 11.373 | 12.000 | 12.924 | 12.642 | 12.773 |